# Dyspteris vecinaria
Dyspteris vecinaria là một loài bướm đêm trong họ Geometridae.